# Vergemoli
Vergemoli là một đô thị ở tỉnh Lucca trong vùng Toscana, có cự ly khoảng 80 km về phía tây bắc của Florence và khoảng 25 km về phía tây bắc của Lucca.
Vergemoli giáp các đô thị: Fabbriche di Vallico, Gallicano, Molazzana, Pescaglia, Stazzema.